# Mária-templom (Stralsund)
A Mária-templom a németországi Stralsund legnagyobb temploma.
Az 1384 és 1430 között épült templom az észak-európai késő gótika kiemelkedő alkotása. A hatalmas épülettömb nyugaton erődítményre emlékeztető westwerkkel rendelkezik, tornya 104 méter magas, és így mintegy megfordítja a gót építészet alapötletét, mivel az épület súlyát hordozó és a gótikára olyannyira jellemző támpillérek nem láthatóak, hanem leleményesen el lettek rejtve.